# فيليب لوندبرغ
إرنشت فيليب أوسكار لوندبرغ (بالسويدية: Filip Lundberg)‏ هو عالم رياضيات سويدي مختص في علوم المستقبليات.

## أعماله
عمل على الأقل على عملية بواسون وعلى مبرهنة النهاية المركزية.
انظر إلى لوي باشوليي وإلى أندريه كولموغوروف.